# San Giovanni decollato (film 1940)
San Giovanni decollato è un film del 1940, diretto da Amleto Palermi e con protagonista Totò, liberamente tratto dall'omonima commedia dell'autore dialettale siciliano Nino Martoglio, già trasposta - all'epoca del muto - in un film omonimo con protagonista Angelo Musco.

## Trama
Mastro Agostino Miciacio è un portiere e ciabattino napoletano che venera un dipinto raffigurante un'immagine di San Giovanni Battista "decollato" (cioè decapitato). Agostino ha l'abitudine di parlare con l'immagine sacra e di tenere acceso un lumino a olio presso l'immagine stessa in segno di devozione. Ogni notte però l'olio sparisce. La devozione del portiere è tale da spingerlo a fare anche dei festeggiamenti che per la loro rumorosità gli tirano addosso le ire dei vicini e della sua famiglia; viene processato e poi assolto per semi-infermità mentale.
Il guappo Don Peppino vorrebbe imporre ad Agostino le nozze fra la figlia Serafina e Orazio, un lampionaio suo protetto: ma Serafina rifiuta categoricamente e - insieme al suo innamorato - fugge dai nonni di lui nel paese di Montebello Siculo, in Provincia di Messina. Li raggiungeranno Agostino con la moglie Concetta e durante le nozze dei due giovani Agostino scaccerà Don Peppino, scoprendo che era proprio lui il ladro di olio del lumino di San Giovanni.
La famiglia è finalmente riappacificata e riunita sotto l'immagine del Santo, che arriva al punto di accordare ad Agostino, sia pure temporaneamente, la "grazia" di rendere muta la petulante Concetta.

## Produzione
Tratto dal testo teatrale in dialetto siciliano San Giovanni decollatu di Nino Martoglio, andato in scena per la prima volta nel 1908, questa edizione sonora del San Giovanni decollato (di cui era già stata realizzata nel 1917 una versione muta che risulta perduta), fu prodotta da Liborio Capitani, che aveva basato molta della sua attività sull'attore siciliano Angelo Musco (interprete a suo tempo della versione muta), con cui aveva realizzato, dal 1932 al 1937, ben 7 pellicole, oltre a vincere la Coppa Mussolini alla Mostra di Venezia del 1934 con Teresa Confalonieri.
La morte, avvenuta nel 1937, di Musco bloccò il progetto di un ottavo film che avrebbe dovuto essere tratto proprio dal testo martogliano e obbligò Capitani alla ricerca di un sostituto. La ricerca fu difficile e si concluse solo tre anni dopo, quando nel giugno 1940 il produttore ebbe occasione di assistere al Teatro Valle alla rappresentazione di Tra moglie e marito la suocera e il dito, in cui recitava Totò, a cui decise, nonostante diverse riserve di suoi collaboratori, di affidare il ruolo che avrebbe dovuto essere dell'attore catanese. 
In sede di sceneggiatura vi furono diverse modifiche rispetto all'opera originaria, come lo spostamento di gran parte della vicenda dalla Sicilia a Napoli, il nuovo personaggio del guappo, l'aggiunta della scena della battaglia dei piatti (che fu lo stesso Totò a suggerire) e differenze nella figura di donna Concetta.
La lavorazione del San Giovanni decollato iniziò al teatro 7 di Cinecittà il 18 settembre 1940 e si concluse alla fine di novembre dello stesso anno. Sino ad un certo punto fu indicato come regista Gero Zambuto con una supervisione tecnica di Amleto Palermi, ma successivamente la direzione del film passò direttamente a Palermi che si avvalse della collaborazione di Giorgio Bianchi.
In realtà il produttore Capitani aveva inizialmente offerto a Zavattini di realizzare la sua prima regia cinematografica, ma lo scrittore luzzarese rifiutò per quella che, rievocando la vicenda molti anni dopo, definì «una mia mancanza di coraggio, come sempre nella mia vita», restando come sceneggiatore ed autore dei dialoghi.
Di questo film molti hanno messo in particolare evidenza due scene: la prima, definita della "piattata", riguarda un'inquadratura molto lunga in cui viene ripresa una battaglia a colpi di piatti che, secondo le cronache del tempo, sarebbe andata oltre le intenzioni della lavorazione coinvolgendo anche il personale, con oltre 1000 stoviglie rotte, ben 30.000 lire del tempo di costo, cumuli di cocci rimasti per giorni nel teatro di posa ed alcuni feriti tra cui la stessa Titina De Filippo. Una seconda scena molto nota, è quella, brevissima, in cui compare la figlia allora di 7 anni di Totò, Liliana De Curtis, nel ruolo di una bimba che va a ritirare un paio di scarpe riparate, alla quale il produttore Capitani regalò una bambola.

## Accoglienza
San Giovanni decollato, terzo film nella carriera di Totò, uscì nelle sale tra la fine del 1940 ed i primi giorni del 1941 e con esso il comico napoletano sperò di migliorare la sua presenza cinematografica, ammettendo che «fino ad oggi le mie prove al cinematografo non sono state eccessivamente fortunate, ma questa volta spero che il pubblico mi vedrà con un volto nuovo anche grazie all'intuito di Palermi».

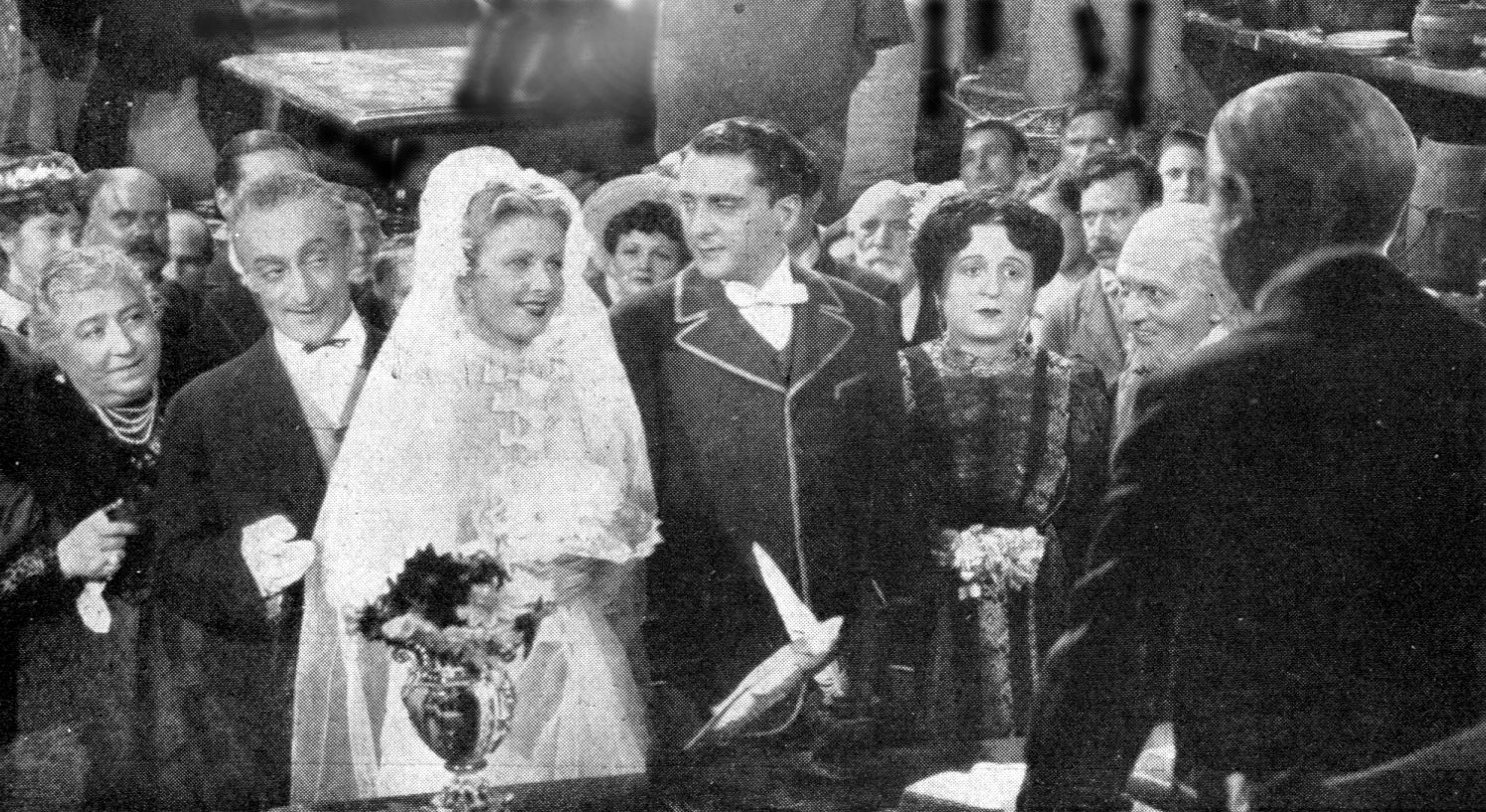
Lieto fine con matrimonio: scena con (da sin:) Bella Starace Sainati, Totò, Silvana Jachino, Osvaldo Genazzani e Titina De Filippo

I giudizi, invece, si divisero. Da un lato vi furono coloro che apprezzarono il film definendolo «un chiaro lavoro uscito in rinnovata e gustosissima edizione cinematografica, un film comico di successo immancabile» e riconoscendo la «perfetta riuscita di Totò dopo la scialba prova dei primi film nei panni di un personaggio che si attaglia perfettamente e nel quale riesce ad essere del tutto diverso da Musco [con] una maestria registica ed un istinto pittorico che hanno raggiunto un garbo, una snellezza un colorito da non dimenticare». Altri descrissero un film «che alla fine è riuscito divertente con Totò protagonista [ma] che deve accentuare la sua tendenza a diventare un tipo vero ed umano» e che «testimonia il continuo miglioramento del lavoro della cinematografia italiana».
Non mancarono commenti opposti, di segno negativo, secondo i quali «San Giovanni decollato ha tradito le speranze [perché] non si è pensato che fosse nel ricordo troppo legato a Musco ed avrebbe richiesto nel nuovo interprete doti se non maggiori almeno eguali, ma Totò sa ancora troppo di rivista per assumersi l'oneroso impegno; del San Giovanni di Martoglio è rimasto in questa riduzione solo il titolo, gli sceneggiatori l'hanno trasformato in modo completo e, direi, devastatorio, in una specie di farsa che non fa ridere». Altri appunti furono rivolti ad un film «non tanto fallito o completamente sbagliato, che però non ci dà la misura di Totò, a cui occorre lasciare la corda di sbizzarrirsi a piacere» ed al fatto che «sarebbe bastata una regia più accurata, una fotografia con più inventiva ed un ritmo meno descrittivo e più attivo per fare di questa pellicola un ottimo cinema».
Anche in seguito i commenti furono diversi, tra chi lo ha considerato «uno dei film più divertenti dell'intera sua [di Totò - ndr] carriera, il meno rischioso, ma senz'altro il migliore della sua prima stagione» e chi invece ha ricordato come «i film che Totò ha interpretato per Capitani prima della guerra non ebbero successo e misero in grande difficoltà il produttore».